# Mazda3
Mazda 3 (яп. アクセラ) — компактный автомобиль, производимый Mazda Motor Corporation в Японии. На родине производителя он называется Mazda Axela. Mazda 3 была представлена в 2003 году, как серия, пришедшая на смену Mazda Familia (Mazda 323 или Protegé — экспортные названия). В 2009 году было представлено второе поколение Mazda 3. В марте 2011 года на автосалоне в Женеве была показана рестайлинговая версия Mazda 3, а спустя два года, 26 июня 2013 года, в Австралии состоялась официальная презентация нового, третьего поколения модели. В конце 2018 года было представлено четвертое поколение. Существует спортивная модификация хетчбэка — Mazdaspeed3/Mazda3 MPS(Mazda Performance Series).

## История
На Мотор-шоу в Женеве в 2003 году был представлен концепт Mazda MX Sportif. Дизайн кузова был похож на Mazda6 первого поколения. Аналогичное оформление передней части кузова, похожие передние и задние фонари, а также радиаторная решётка. Эффектные выштамповки на крыльях, на капоте, говорили о спортивном имидже данной модели. Автомобиль стал преемником Mazda 323.
Mazda 3 планировалась как спортивный автомобиль гольф-класса. Впервые появился на публике в кузове 5-дверного хетчбэка. В 2003 году, в дальнейшем, был представлен автомобиль в кузове седан. Задняя часть автомобиля была приподнята, а багажник в 420 литров.
Кузов автомобиля спроектирован согласно новой фирменной концепции MAIDAS (система поглощения и распределения энергии столкновения Mazda), в основе которой лежит особая силовая структура корпуса под названием Triple-H. Конструкция переднего бампера снижает риск получения тяжёлых травм пешеходами. Шесть подушек безопасности и ремни с преднатяжителями включены в базовую комплектацию, причем степень раскрытия передних подушек зависит от силы удара.
Автомобиль оснащали двумя вариантами бензиновых двигателей серии MZR: 1,6 л (105 л. с.) и 2 л (150 л. с.). Силовые агрегаты работают в паре с модернизированной механической пятиступенчатой коробкой передач и 4-скоростным «автоматом» Actievematic. В мае 2004 года на Mazda 3 начали устанавливать бензиновый двигатель объемом 1,4 л и дизель объемом 1,6 л с системой Common Rail.
Первое поколение выпускалось с 2003 по 2009 год, второе поколение с 2009 года по 2013 год. Третье поколение с 2013 год по 2019 год с инновационными, экономичными двигателями Skyactiv. Четвёртое поколение дебютировало в конце 2018 года.

## Первое поколение

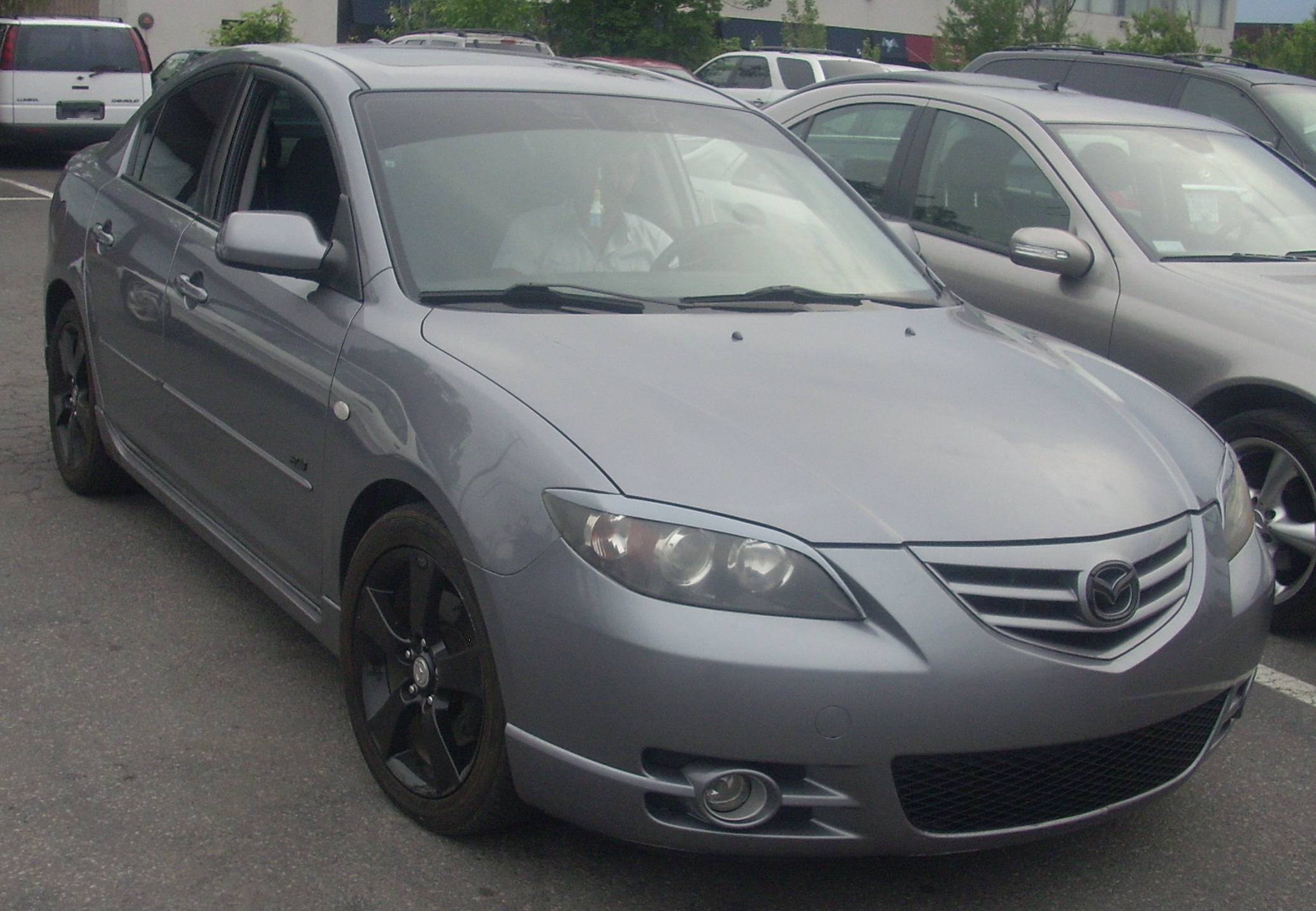
Седан первого поколения
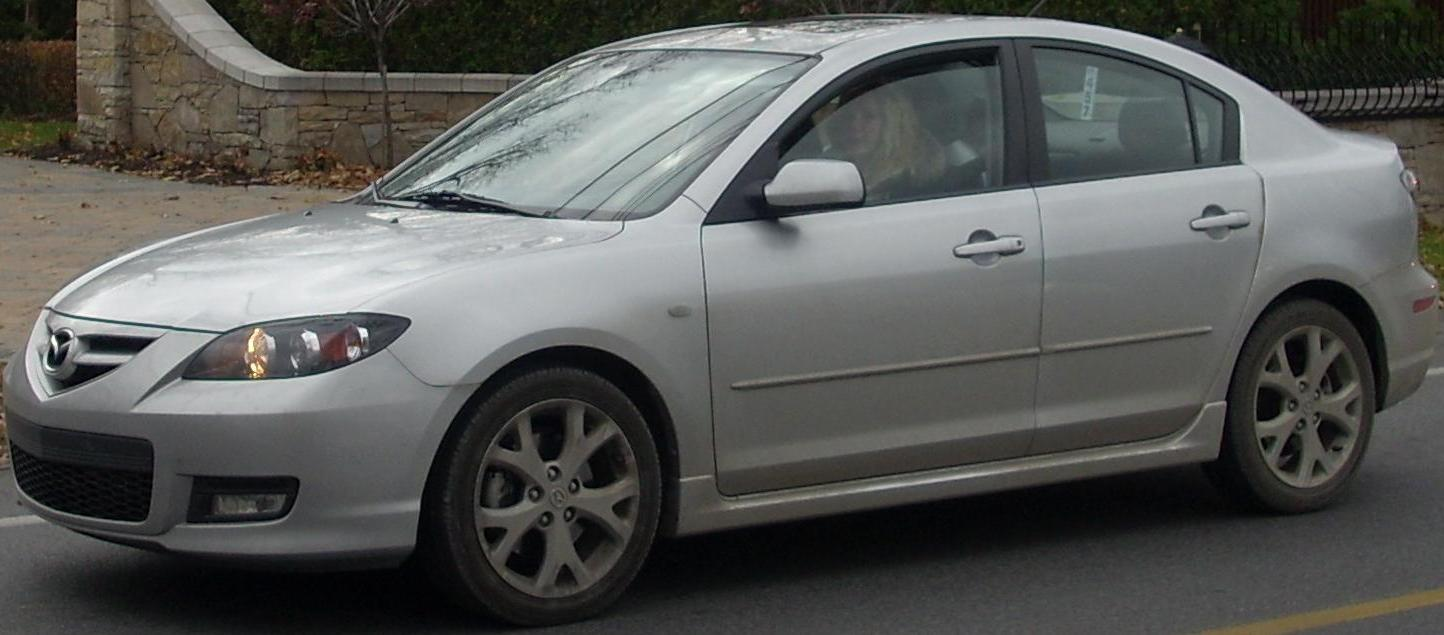
Рестайлинг седана первого поколения

Mazda 3 первого поколения была представлена в 2003 году, пришедшая на смену Mazda Familia axella (Mazda 323 или Protege — экспортные названия). Автомобиль предлагался с двумя типами кузовов — хетчбэк и седан.

### Рестайлинг
В 2006 году автомобиль пережил обновление. В результате которого была доработана шумоизоляция, изменены бамперы, облицовка радиатора, панель приборов и обивка салона. Системы ABS и DSC (EBD) после обновления стали входить в список базового оборудования. Тогда же появились спортивные версии MPS и Flash Edition. В 2007 на автомобили с двигателем 2.0 литра устанавливали 6-ступенчатую МКПП, либо 4-ступенчатую АКПП.

### Безопасность
| Euro NCAP                                              | Euro NCAP | Euro NCAP | Euro NCAP |
| ------------------------------------------------------ | --------- | --------- | --------- |
| Рейтинги                                               | Пассажир  |           | 33        |
| Рейтинги                                               | Ребёнок   |           | 32        |
| Рейтинги                                               | Пешеход   |           | 15        |
| Протестированная модель: Mazda 3, 5-дв. хетчбэк (2006) |           |           |           |

## Второе поколение

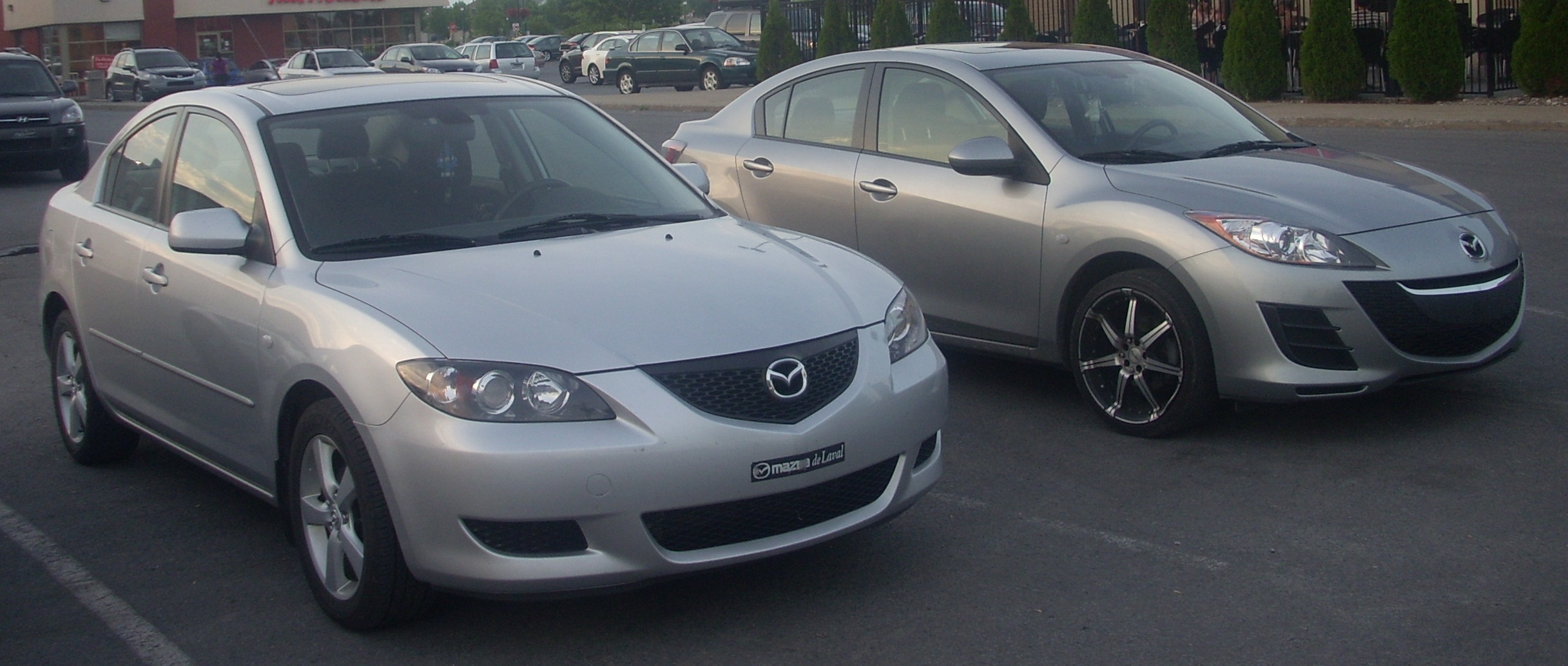
Седан первого и второго поколений
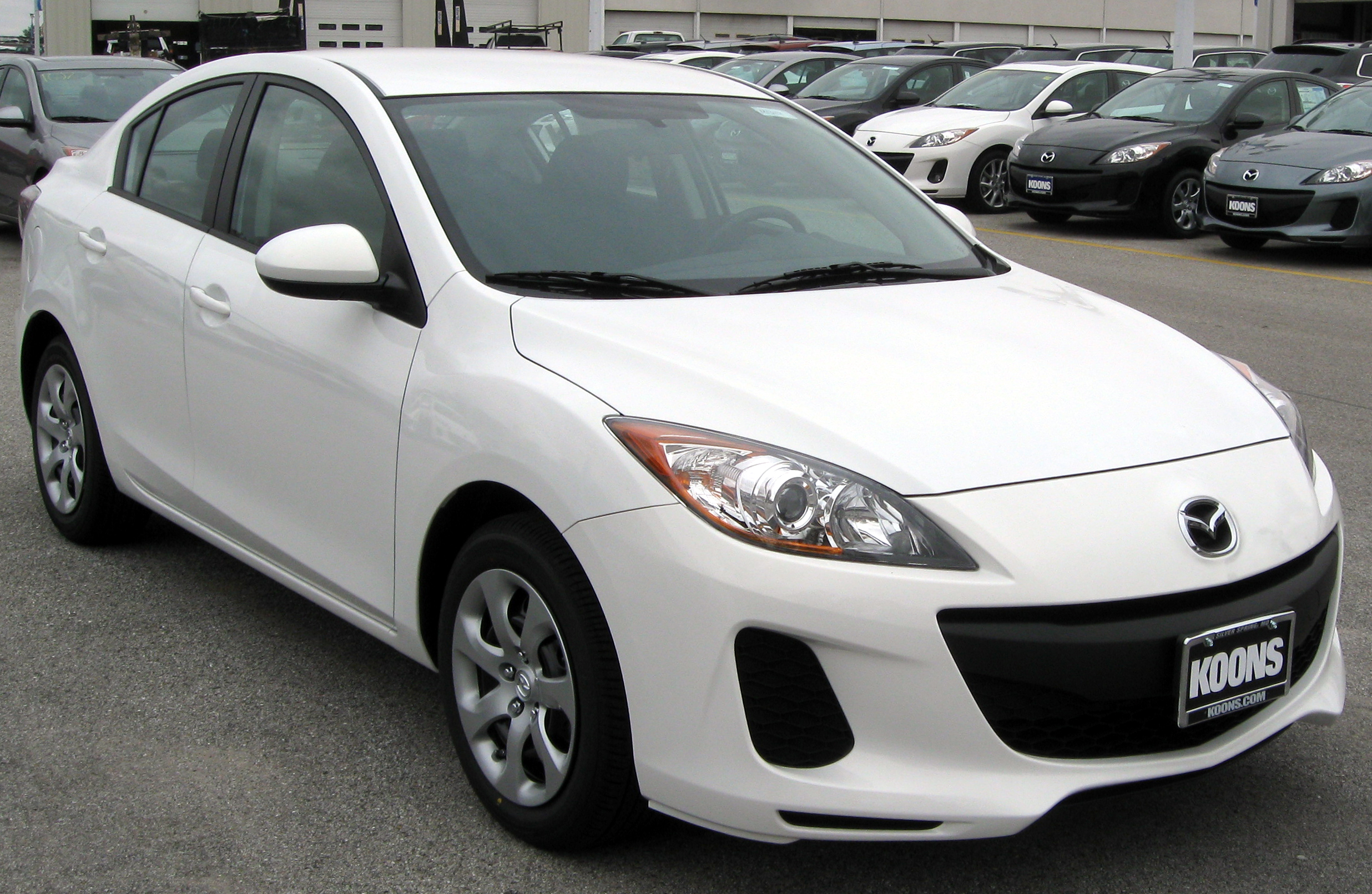
Рестайлинг седана второго поколения

Второе поколение было представлено в 2009 году. Автомобиль изменился снаружи, сохранилась колёсная база — 2640 мм в сравнении с первым поколением, выпускался автомобиль все на той же платформе C1. Новая Mazda3 немного увеличилась в габаритах, при этом стала легче чем предыдущее поколение.
Значительно коснулись изменения интерьера. Салон стал более стильным и получил более продвинутые опции: кожаный салон с подогревом сидений, регулирующееся водительское кресло с системой памяти настроек, систему навигации, стерео-систему Bose, двухзонный автоматический климат-контроль, датчик дождя. Также была улучшена шумоизоляция салона, в частности моторного отсека и колёсных арок.

### Рестайлинг
Осенью 2011 года в автосалоне в Торонто представили обновленную Mazda3. Изменения коснулись экстерьера, поменялись передние и задние бампера, радиаторная решётка, противотуманные фары стали круглыми, также появились адаптивные фары. Автомобиль немного изменился в габаритах, седан подрос в длину на 90 мм, а хетчбэк на 55 мм. Увеличился выбор колёсных дисков и изменился интерьер, поменялась подсветка приборов. Стала доступна 5-ступенчатая автоматическая коробка передач в паре с двухлитровым мотором. Производство второго поколения завершилось в 2013 году.

### Безопасность
| Euro NCAP                                                  | Euro NCAP | Euro NCAP | Euro NCAP             |
| ---------------------------------------------------------- | --------- | --------- | --------------------- |
| · общий рейтинг                                            |           |           |                       |
| 86%                                                        | 84%       | 51%       | 71%                   |
| взрослый пассажир                                          | ребёнок   | пешеход   | активная безопасность |
| Протестированная модель: Mazda 3 1.6 'Touring', LHD (2009) |           |           |                       |

### Двигатели
| Модель                    | Тип     | Мощность            | Трансмиссия          |
| ------------------------- | ------- | ------------------- | -------------------- |
| Бензиновые двигатели      |         |                     |                      |
| 1.6 MZR Z6                | l4 DOHC | 105 л. с. (77 кВт)  | 5-МКПП               |
| 2.0 MZR LF17              | l4 DOHC | 150 л. с. (110 кВт) | 5-AКПП «Activematic» |
| 2.0 MZR LF-DE             | l4 DOHC | 150 л. с. (110 кВт) | 6-МКПП               |
| 2.0 MZR-DISI LF5H         | l4 DOHC | 151 л. с. (111 кВт) | 6-МКПП               |
| 2.0 MZR-DISI LF5W         | l4 DOHC | 151 л. с. (111 кВт) | 6-МКПП               |
| 2.3 MZR-DISI L3KG         | l4 DOHC | 260 л. с. (191 кВт) | 6-МКПП               |
| 2.3 MZR-DISI Turbo L3-VDT | l4 DOHC | 260 л. с. (191 кВт) | 6-МКПП               |
| 2.5 MZR L5-VE             | l4 DOHC | 170 л. с. (125 кВт) | 6-МКПП               |
| Гибридный двигатель       |         |                     |                      |
| 1.6 MZR Z6 Hybrid         | l4 SOHC | 105 л. с. (77 кВт)  | 5-МКПП               |
| Дизельные двигатели       |         |                     |                      |
| 1.6 MZ-CD Y601            | l4 SOHC | 109 л. с. (80 кВт)  | 5-МКПП               |
| 1.6 MZ-CD Y601            | l4 SOHC | 115 л. с. (85 кВт)  | 6-МКПП               |
| 2.2 MZR-CD R2AA           | l4 DOHC | 150 л. с. (110 кВт) | 6-МКПП               |
| 2.2 MZR-CD R2AA           | l4 DOHC | 180 л. с. (132 кВт) | 6-МКПП               |

В рейтинге германской «Ассоциации технического надзора» (VdTUV) на 2018 год в возрастной категории «от 6 до 7 лет» Mazda3 занял третье место по надежности среди поддержанных автомобилей.

## Третье поколение
Третье поколение было представлено 26 июня 2013 года в автосалоне в Австралии. Автомобиль построен на новом шасси Skyactiv, которым заменили платформу C1 от Ford. Появился новый дизайн кузова, который создан согласно идеологии марки, называется KODO — Дух движения и абсолютно новый интерьер. Автомобиль получил новые двигатели Skyactiv — 1.5 литра SkyActiv-G I4 бензиновый 118 л. с., 2.0 литра SkyActiv-G I4 бензиновый 155 л. с., 2.5 литра SkyActiv-G I4 бензиновый 184 л. с. и 2.2 L SkyActiv-D I4 турбо дизель 150 л. с., которые работают в паре с 6-ступенчатой механической коробкой передач и 6-ступенчатой автоматической коробкой передач.

### Безопасность
| Euro NCAP                                              | Euro NCAP | Euro NCAP | Euro NCAP             |
| ------------------------------------------------------ | --------- | --------- | --------------------- |
| · общий рейтинг                                        |           |           |                       |
| 93%                                                    | 86%       | 65%       | 81%                   |
| взрослый пассажир                                      | ребёнок   | пешеход   | активная безопасность |
| Протестированная модель: Mazda 3, 5-дв. хетчбэк (2013) |           |           |                       |

## Галерея

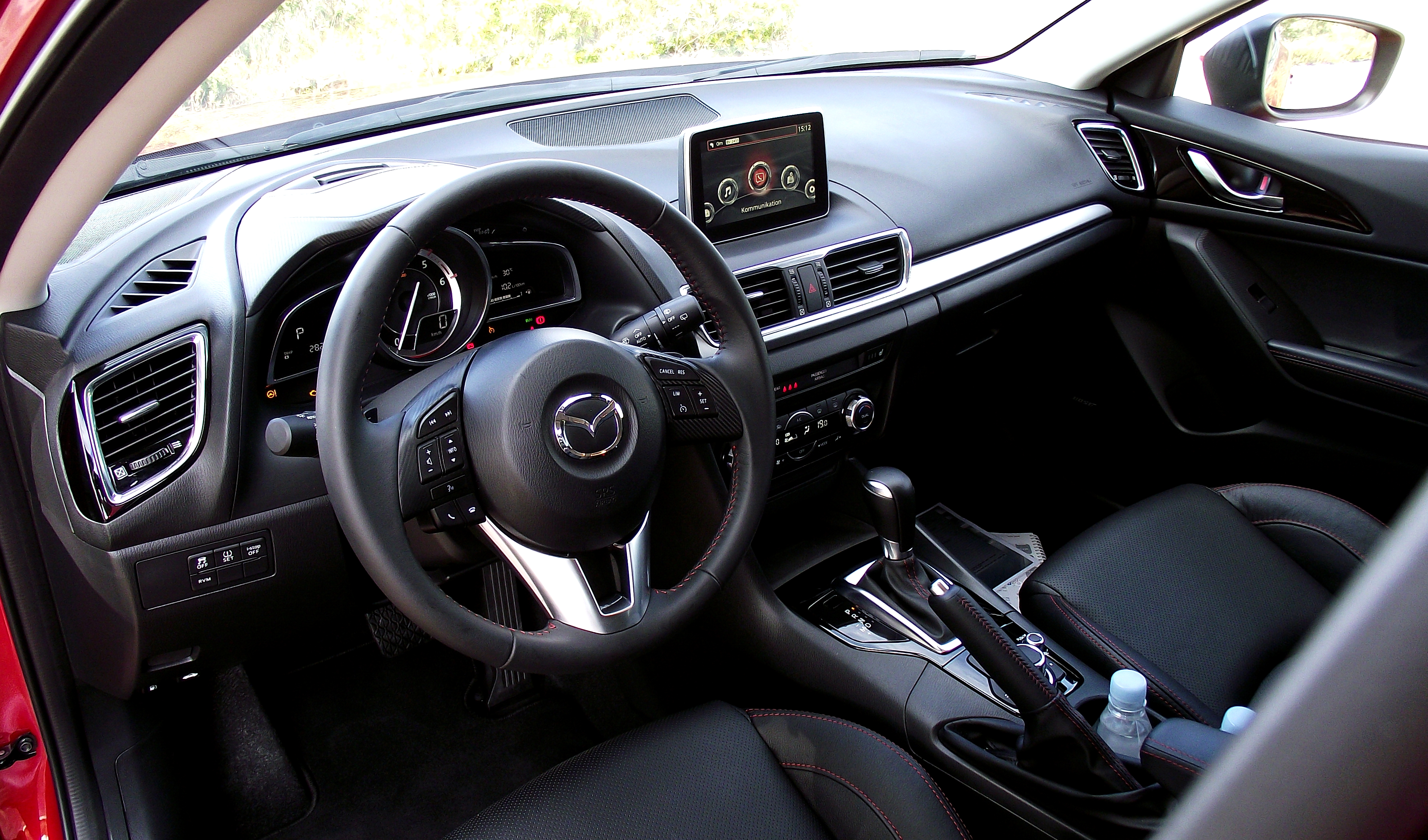
Салон Mazda3 III поколения
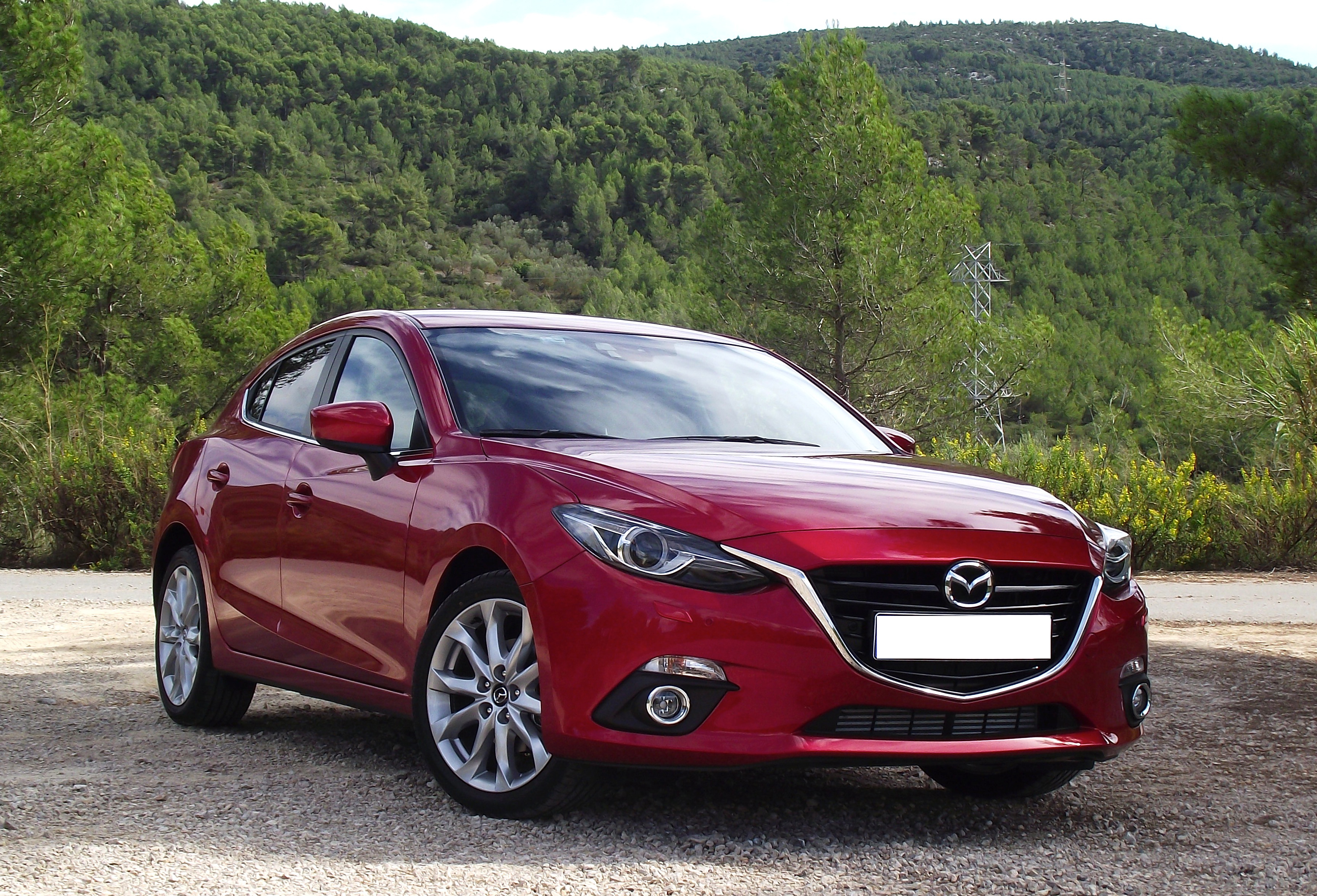
Седан третьего поколения